# Cmentarz prawosławny w Potoku Górnym

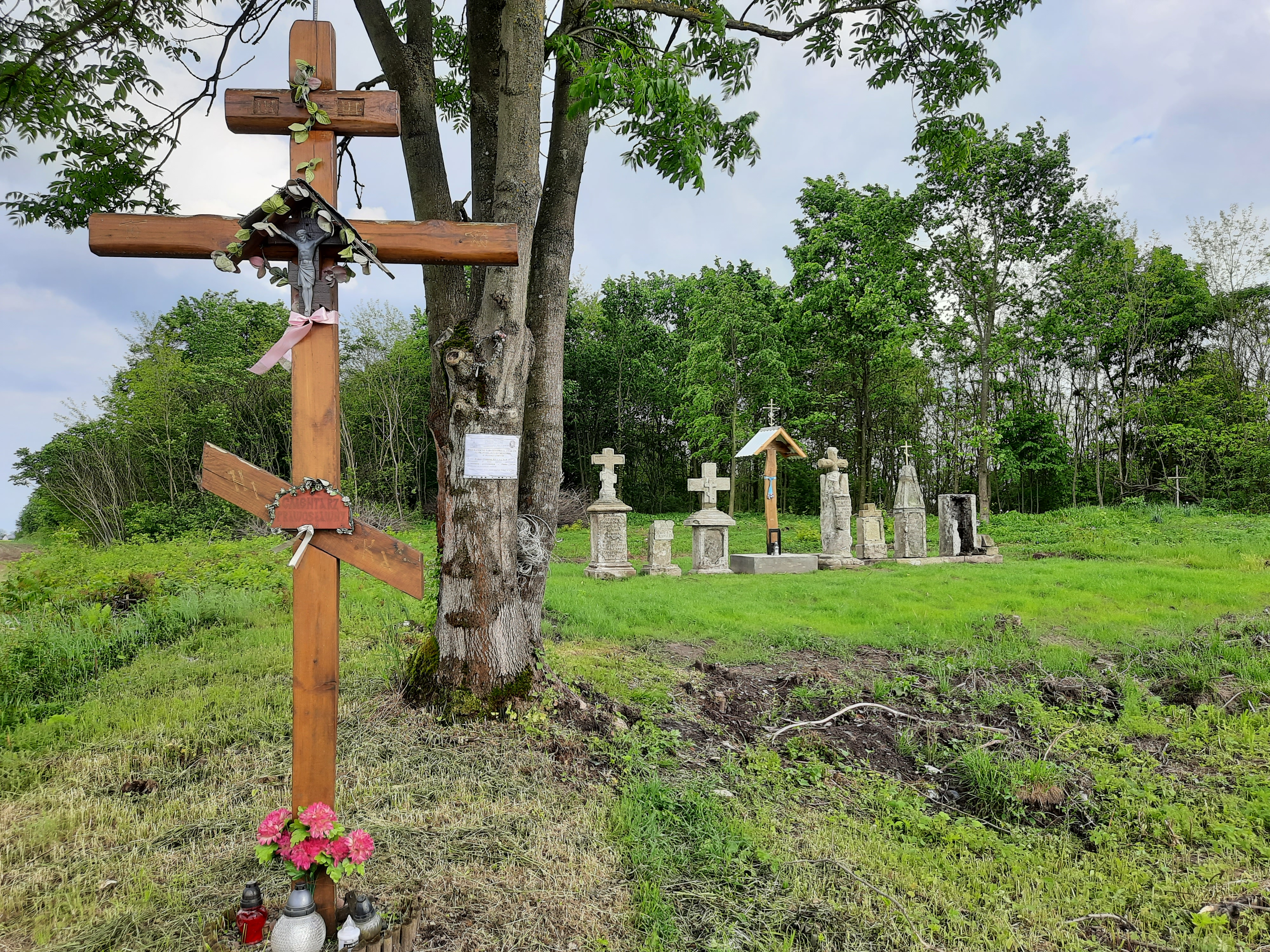
Odrestaurowane nagrobki

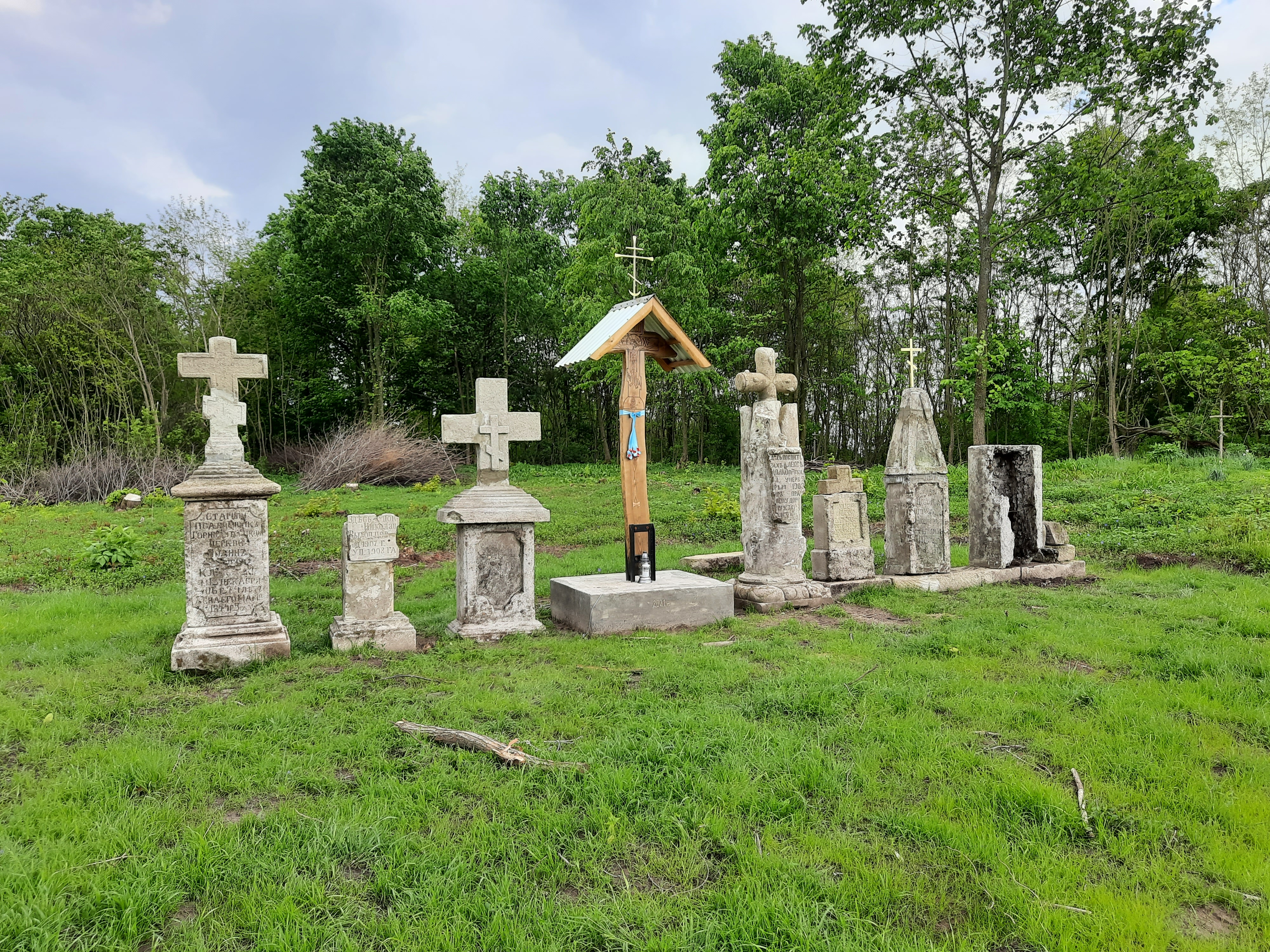
Widok odrestaurowanych nagrobków

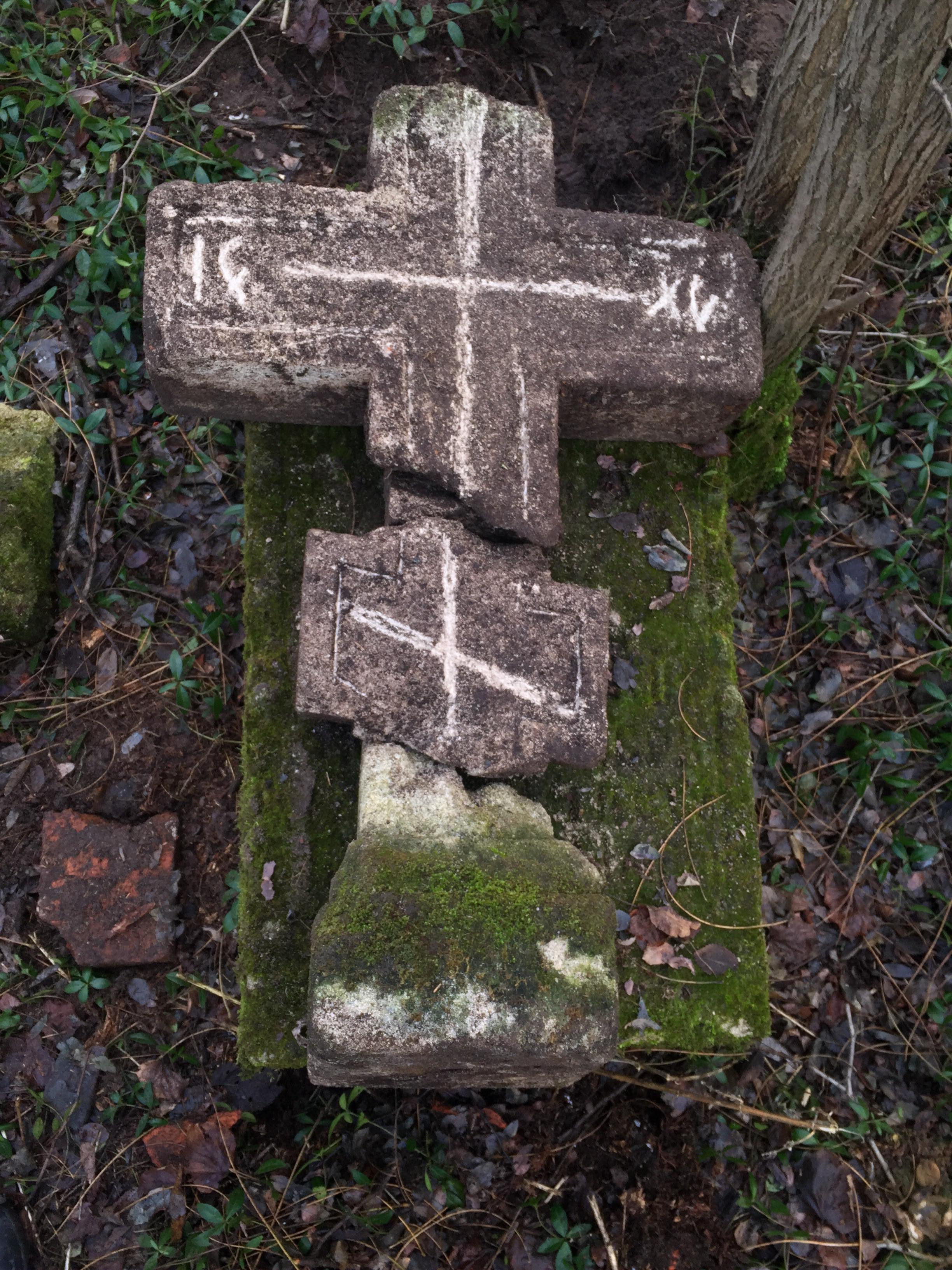
Jeden z nagrobków

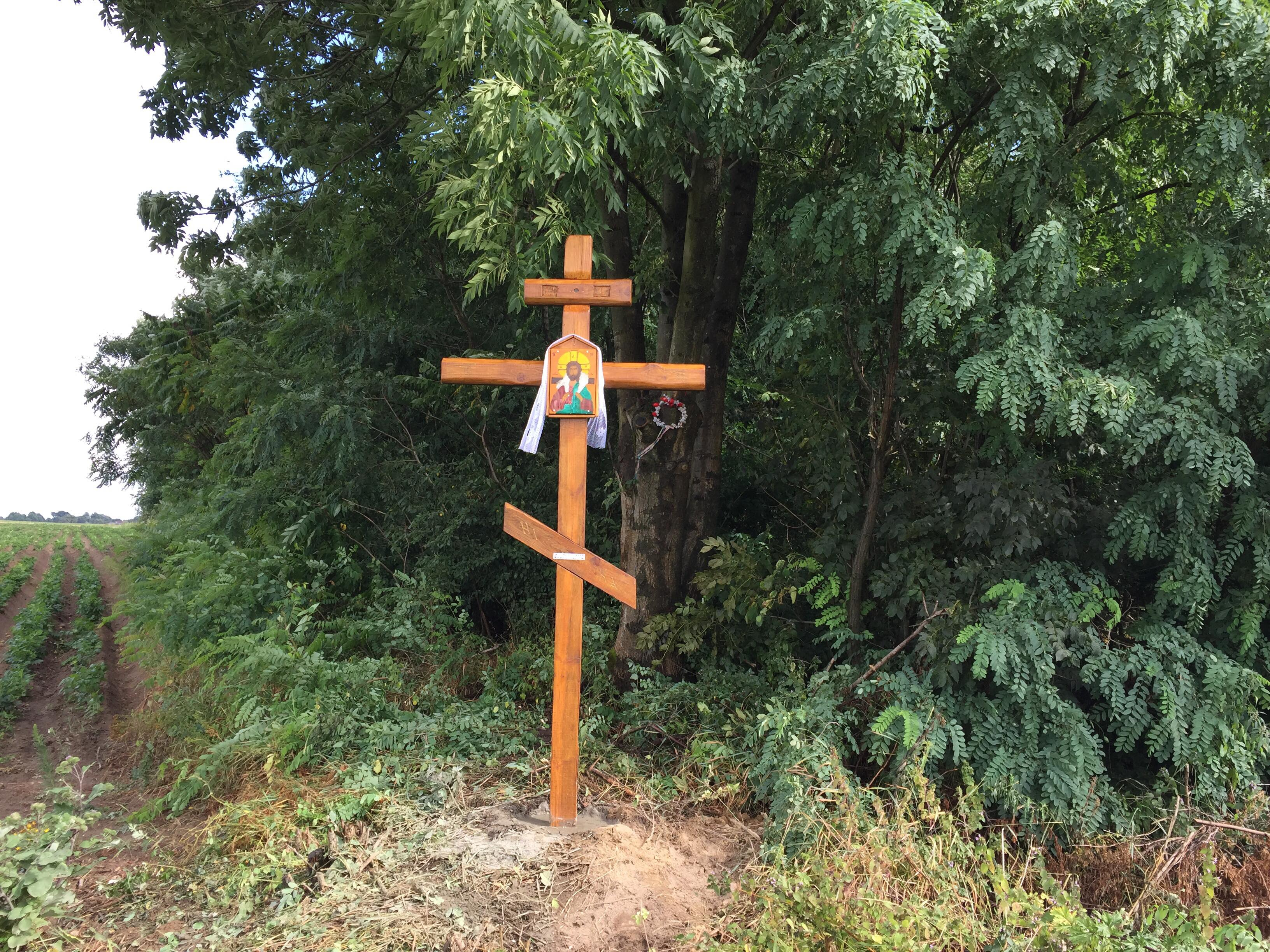
Krzyż na skraju cmentarza

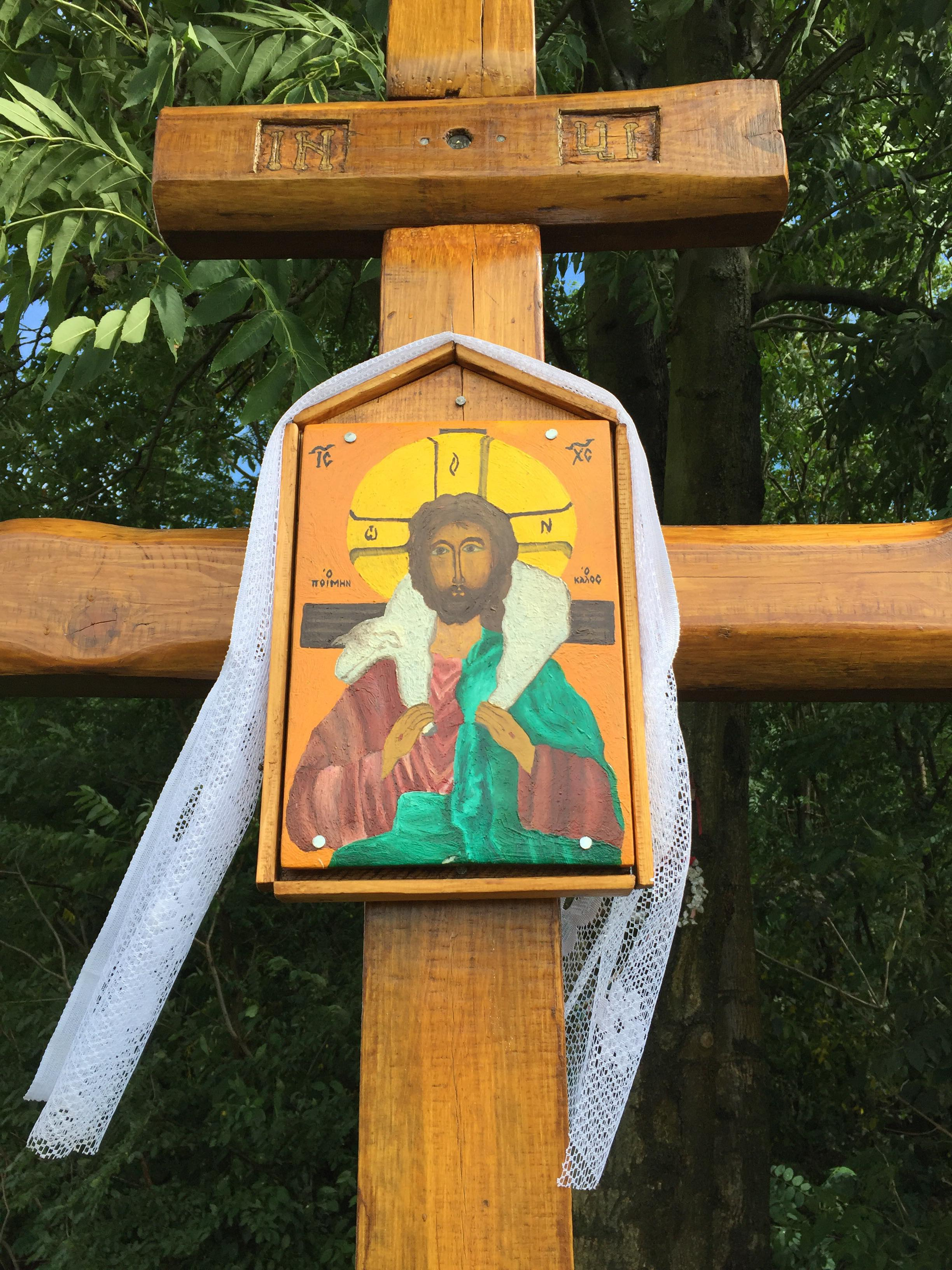
Ikona zawieszona na krzyżu

Cmentarz prawosławny w Potoku Górnym – zniszczona nekropolia prawosławna w Potoku Górnym założona najprawdopodobniej po 1875.

## Historia i opis
Dokładna data powstania cmentarza nie jest znana. Najpewniej powstał on po likwidacji unickiej diecezji chełmskiej z przeznaczeniem dla ludności prawosławnej. Był czynny do końca II wojny światowej. Do tego momentu w miejscowości istniała również cerkiew, opuszczona po 1945 i wyburzona w 1955. 
Cmentarz zajmuje prostokątny, nieogrodzony obszar wśród pól, poza zabudową Potoka Górnego. Jest całkowicie zdewastowany: na początku lat 90. XX wieku znajdowały się na nim jedynie fragmenty siedmiu nagrobków kamiennych, jeden krzyż drewniany oraz mogiły ziemne. Z nagrobków kamiennych pozostały leżące na ziemi różne elementy (podstawy, postumenty, fragmenty krzyży nagrobnych). Teren porastają robinie i sumaki. 